# Мистер Бин (телесериал)
«Ми́стер Бин» (англ. Mr. Bean) — британский комедийный телесериал, состоящий из 14 получасовых серий. Главную роль в сериале исполняет британский актёр Роуэн Аткинсон. Сценарий сериала был написан Роуэном Аткинсоном, Робином Дрисколлом, Ричардом Кёртисом и Беном Элтоном. Первая серия вышла в свет 1 января 1990 года, а последняя — «Стрижка от Мистера Бина лондонского» — 15 ноября 1995 года.
Все серии рассказывают про «подвиги» Мистера Бина в различных задачах из повседневной жизни и часто завершаются весьма необычным их решением, иногда приводящим к небольшим разрушениям. Бин редко говорит, в значительной степени юмор серии заключается в его взаимодействии с другими людьми и его необычных решениях проблем.
На стилистику телесериала в значительной мере повлияли комические актёры немого кино.
В течение шести лет показа сериал завоевал огромное количество поклонников в одной лишь Великобритании. К примеру, в 1992 году серию «Мистер Бин и его неприятности» посмотрели 18,74 миллиона человек. Кроме того, сериал получил множество международных наград и премий, включая «Золотую Розу».
Права на показ сериала были куплены более чем в двухстах странах мира. Также вышли два полнометражных фильма: «Бин» (англ.  «Bean») и «Мистер Бин на отдыхе» (англ.  «Mr. Bean’s Holiday»), а ещё серия короткометражных анимационных фильмов (мультфильмы, которые завоевали большую популярность и среди детей).
А позже - и на момент 2021 года по-прежнему - выходят новые видео-зарисовки от первого лица (Handy Bean) и музыкальные видео-анимации на официальном youtube-канале Мистера Бина (например видео-скетч где Мистер Бин - в современном исполнении Роуэна Аткинсона делает снежинку своими руками).
Мистер Боб (именно так дословно переводится Mr. Bean на русский язык) был придуман Роуэном Аткинсоном, ещё когда он учился в Оксфордском Университете (1980-е годы). Так что родиной Мистера Бина можно считать Эдинбург, где проходил ежегодный театральный фестиваль, на который съезжались молодые талантливые студенты. Однако нынешнее имя персонажа (Мистер Бин) было придумано лишь к выходу сериала. Существовали и другие «овощные» имена для Бина, которые «не прошли кастинг», к примеру, Мистер Цветная Капуста (англ. Mr. Cauliflower).
Аналогичный персонаж по имени Роберт Коробка (Robert Box), сыгранный Аткинсоном, появился в 1979 году в ситуационной комедии Canned Laughter (англ. Canned Laughter (sitcom)) одной из лидирующих телевизионных корпораций Великобритании ITV.
В 1987 году одно из первых появлений мистера Бина произошло на Just for Laughs (англ. Just for Laughs), комедийном фестивале, который проходит с 1983 года в Монреале (Квебек, Канада). Когда организаторы мероприятия составляли программу фестиваля, Аткинсон настоял, что он выступит на французском языке, а не на английском. Так как в номере Роуэна не было диалогов на французском, организаторы не могли понять, с чем связано его решение. Как выяснилось, номер Аткинсона на фестивале был проверкой реакции публики на нового персонажа — Мистера Бина. Комик хотел посмотреть, как неанглоязычная аудитория примет созданный им образ.
Роуэн Аткинсон говорит, что на создание образа Мистера Бина его вдохновил персонаж одной старой французской комедии Месье Юло (фр. Monsieur Hulot), роль которого исполнял французский комик Жак Тати. Стилистически «Мистер Бин» похож на немое кино (ситуационная комедия или комедия действия), ведь в сериале практически нет диалогов. Это позволило показывать сериал по всему миру практически без перевода.
В ноябре 2012 в интервью газете The Daily Telegraph актёр признал, что если ты в таком возрасте продолжаешь играть «ребяческие» роли, это выглядит «довольно печально». Роуэн Аткинсон принял решение распрощаться с этим образом и переключиться на драматических персонажей.

## Персонажи

### Мистер Бин
Эгоистичный, смешной, нервный, нелепый чудак со странными привычками и задатками мелкого пакостника — таков Мистер Бин. Он живёт один в маленькой квартирке в Хайбери на севере Лондона (англ.  Highbury, North London) и носит твидовый пиджак и узкий бордовый галстук. Мистер Бин неразговорчив, хотя иногда он бормочет что-нибудь себе под нос. Его имя (он всегда представляется просто «Бин») и профессия, если таковая вообще имеется, остаются для зрителя неизвестными, однако в конце серии «Возвращение Мистера Бина» проходит встреча английской королевы со знаменитостями и сотрудниками галереи, где как раз и присутствует Бин. В полнометражном фильме мы узнаём, что персонаж Роуэна Аткинсона работает смотрителем в Лондонской Национальной галерее, из чего можно сделать вывод, что это и есть его основная деятельность. В этом же фильме можно увидеть паспорт Бина, в котором в графе «имя» записано «Мистер». Однако, в фильме «Мистер Бин на отдыхе» его имя в паспорте — Роуэн Бин.
Аткинсон говорит о своём персонаже так: «Он слишком боязлив и не уверен в себе, и потому универсален. С другой стороны, он представляет специфически английский темперамент. Он — ребёнок, только в неподходящем теле. Дети — мастера перестановок, изменений, и Мистер Бин тоже весьма активен, когда ему что-то не нравится, он хочет это изменить. В этих пределах его даже можно назвать смелым человеком».

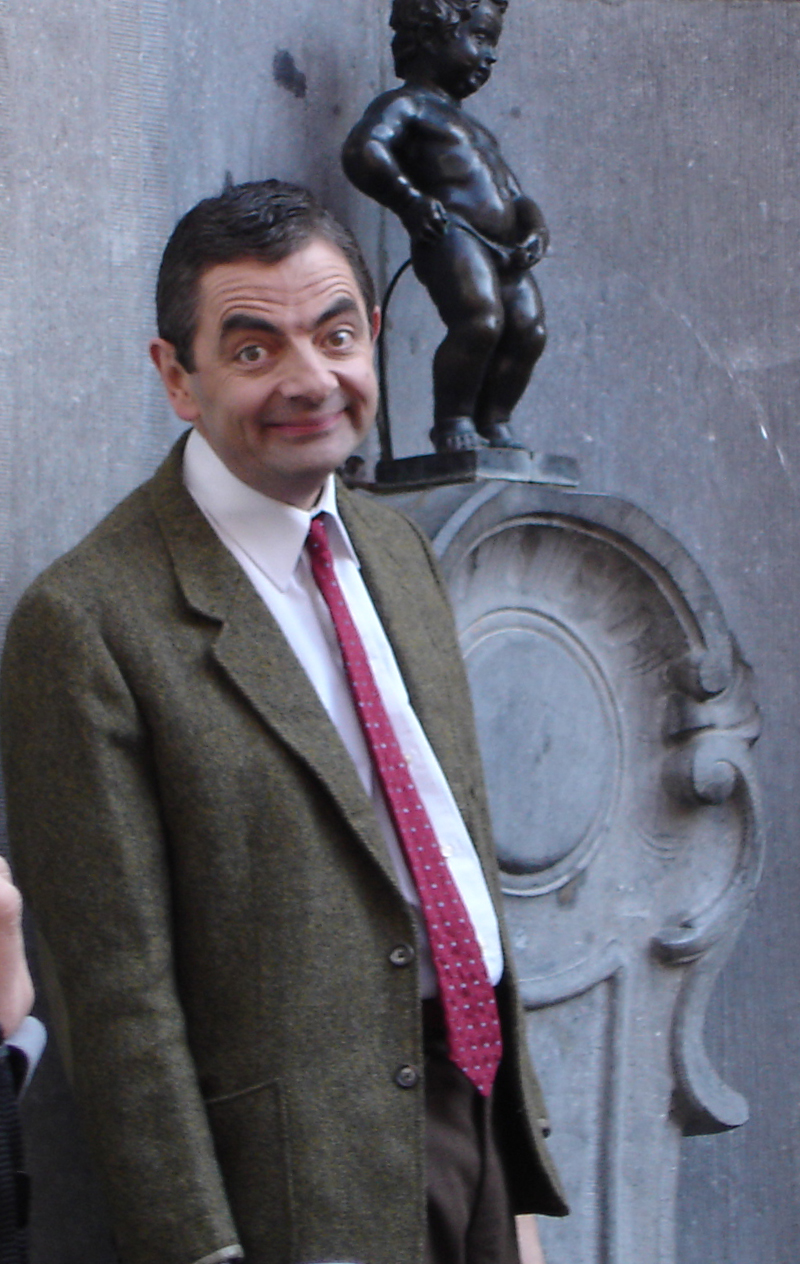
Внешность Мистера Бина органично сплетена с его характером.

Интересно смотреть не только на то, как Мистер Бин ищет решения образовавшихся из ниоткуда проблем, но и на то, как он полностью игнорирует других людей, проделывая свои выкрутасы. Иногда Бин, сам того не замечая, вредит окружающим, а порой намеренно над ними злорадствует (как, например, в серии «Ваша подача, Мистер Бин» он тайком подсовывает клиенту прачечной стакан с кофе вместо стакана со стиральным порошком за то, что тот посмеялся над ним, когда он перепутал юбку с брюками).
Оттопыренные уши, вытаращенные глаза, прилизанная причёска, а также невероятный нос, которым Бин часто потягивает воздух, подобно принюхивающемуся хорьку, вызывают у зрителя ничуть не меньший смех, чем придурковатые проделки героя. Бин бывает забавен даже своей серьёзностью, обычно несообразной ситуации, в которую он попал.
В начале каждой серии Мистер Бин падает с небес в луче света. В первых сериях («Возвращение Мистера Бина» и «Проклятие Мистера Бина») эта заставка была чёрно-белой, и создатели говорили, что просто хотят «сфокусировать внимание на главном герое». Однако вскоре заставку изменили. Мистер Бин стал падать в луче света на одну из сумеречных лондонских улиц напротив Собора Святого Павла, подобно инопланетному посланцу. В серии под названием «Double Trouble» вышедшего позже мультфильма есть явный намёк на то, что Мистер Бин — пришелец из космоса. Да и сам Роуэн Аткинсон утверждает, что «в Бине есть что-то инопланетное».

### Тедди

Бин и Тедди

Плюшевый мишка Тедди — лучший друг Мистера Бина. Порой Тедди приходится несладко, ведь Бин любит вовлекать его в свои эксперименты. Медвежонок играет роль то малярной кисти (серия «Сделай сам, Мистер Бин»), то собаки Бина, которую он выставляет на конкурсе (серия «Стрижка от Мистера Бина лондонского»). Шерсть медведя сделана из тёмно-коричневой ткани, вместо глаз у него пуговицы, а лапы похожи на небольшие колбаски. Иногда Тедди кажется живым, например, когда Мистер Бин, гипнотизируя его перед сном, поддерживает голову медвежонка пальцем, а в конце гипноза убирает палец, и Тедди как бы мгновенно засыпает у него на руках. Верит ли Бин в то, что медвежонок живой, или нет, сказать трудно. Во всяком случае, на Рождество он преподносит Тедди подарки и старается вести себя как можно тише утром, чтобы не разбудить своего друга. По сути, медвежонок — его единственный друг, ведь Мистер Бин одинок настолько, что вынужден отправлять поздравительные открытки самому себе.
Игрушка была подарена музею плюшевых медведей в Стратфорд-апон-Эйвоне, а в 2008 году после закрытия музея игрушка была продана на аукционе за 180 фунтов стерлингов.

### Автомобиль Мистера Бина

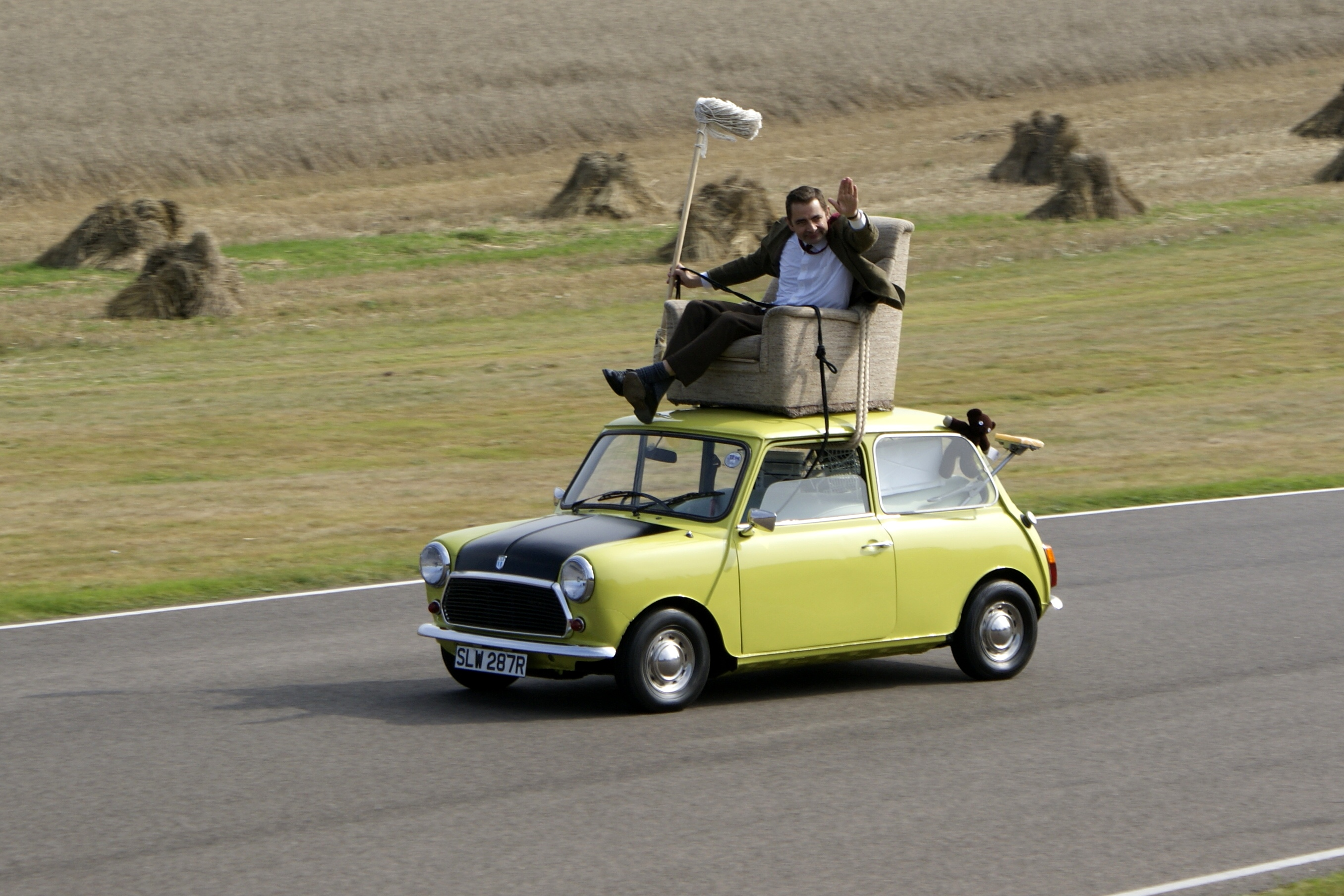
Автомобиль Мистера Бина

Автомобиль Мистера Бина — «Mini» (рус. Мини), который несколько раз менялся. Сначала это был оранжевый «Мини» второй модификации (Mk II) 1969 года с номером RNT 996H, разбившийся за кадром в конце первой серии. Позже автомобиль был заменён на третью и четвёртую модификации (Mk III и Mk IV) середины-конца 1970-х годов с номером SLW 287 R. Экземпляр был окрашен в салатовый цвет с чёрным капотом. Впервые эта машина появилась в серии «Проклятие Мистера Бина».
«Мини» был одним из главных «действующих лиц» в некоторых проделках Мистера Бина, например, когда Бин рулил, сидя в кресле, укреплённом на крыше автомобиля. Машина имела несколько оригинальных противоугонных устройств: Мистер Бин прикрепил к двери шпингалетную задвижку, а также массивный замок; руль «Мини» отвинчивался, и Бин забирал его с собой, что однажды помогло уберечь машину от автоугонщика. В одной из серий Мистер Бин спрятал ключ зажигания под капотом автомобиля, ключ от переднего капота под задним капотом, а ключ от заднего капота — в карманчике солнечного экрана. Ключ же от замка автомобильной дверцы Бин хранил в пиджаке на цепочке.
Перепутанный с аналогичной машиной для демонстрации военной техники, автомобиль Мистера Бина был раздавлен танком в серии «Снова в школу, Мистер Бин», но, к облегчению поклонников, «Мини» снова появился в следующих сериях.
Яркой темой сериала является «конфликт» между «Мини» и голубым Reliant Regal Supervan III (номер GRA 26 K), в результате которого «Reliant» либо переворачивается на бок, либо врезается в столб, либо просто оказывается выдворенным с автостоянки. Этот забавный «конфликт», начавшийся ещё в первой серии (когда Мистер Бин едет на экзамен по математике), появляется во многих других эпизодах (зритель никогда не видит водителя фургона).
Один из «Мини» Мистера Бина в настоящее время выставляется в Музее звёздных автомобилей в Кесвике на севере Англии (англ.  Stars Motor Museum, Keswick, northern England). В серии анимационных фильмов «Мини» также «играет роль» автомобиля Мистера Бина.

### Ирма Гобб
Спутница Мистера Бина — Ирма Гобб (роль исполняет Матильда Зиглер) появляется в нескольких эпизодах. Бин не питает к ней особых чувств, и, кажется, считает её больше другом, чем возлюбленной. Однако он ревнует, когда она танцует на дискотеке с другим мужчиной (серия «Мистер Бин выходит в город»). Ирме кажется, что Бин сделает ей предложение и подарит кольцо на Рождество (серия «C Рождеством Вас, Мистер Бин»), но она жестоко ошибается и, получив в подарок крючок от рамки для фотографий, в слезах убегает (она не появится больше ни в одной серии). Также она чуть чаще появляется в мультфильме.

### Другие персонажи
Мистер Бин — основной герой сериала, другие люди появляются в нём лишь в массовке или для демонстрации проделок Бина. Кроме Ирмы Гобб у Мистера Бина есть ещё парочка «друзей» (хотя, судя по их поведению и внешнему виду, это его коллеги или боссы) — Хьюберт (англ. Hubert) и Руперт (англ. Rupert). Они приходят к Бину в гости на Новогоднюю вечеринку в серии «Сделай сам, Мистер Бин». Некоторые роли второстепенных персонажей исполняют известные британские актёры и комики, такие как Ричард Брайерс, Ангус Дейтон, Ник Хэнкок, Каролина Квентин, Дэвид Шнайдер, Фредерик Тревес  и Ричард Уилсон.

## Производство и трансляция
Телесериал был произведён компанией Тайгер Телевижн (англ. Tiger Television), позже переименованной в Тайгер Аспект (англ. Tiger Aspect) (одним из совладельцев этой компании является сам Аткинсон) для Темз Телевижн (англ. Thames Television) и впервые показан на ITV. Сейчас сериал транслируется в Великобритании на каналах Nickelodeon (в 12:00 и 18:00 по Гринвичу) и Paramount Comedy 2 (в 22:00 по Гринвичу). Показ на Nickelodeon обычно опережает показ на Paramount Comedy 2 на одну серию. В России сериал транслировался с 1995 по 1996 год на канале ТВ-6, и в 2011 году на канале Семёрка.
В Великобритании сериал можно приобрести на DVD дисках (выпуск DVD начался в 2004 году).

## Список эпизодов
Основная серия
| №  | Название                            | Дата выхода           |
| -- | ----------------------------------- | --------------------- |
| 1  | Мистер Бин                          | 1 января 1990 года    |
| 2  | Возвращение Мистера Бина            | 5 ноября 1990 года    |
| 3  | Проклятие Мистера Бина              | 30 декабря 1990 года  |
| 4  | Мистер Бин выходит в город          | 15 октября 1991 года  |
| 5  | Мистер Бин и его неприятности       | 1 января 1992 года    |
| 6  | Мистер Бин снова в пути             | 17 февраля 1992 года  |
| 7  | С Рождеством Вас, Мистер Бин        | 29 декабря 1992 года  |
| 8  | Мистер Бин в комнате 426            | 17 февраля 1993 года  |
| 9  | Сделай сам, Мистер Бин              | 10 января 1994 года   |
| 10 | Присмотрите за ребенком, Мистер Бин | 25 апреля 1994 года   |
| 11 | Снова в школу, Мистер Бин           | 26 октября 1994 года  |
| 12 | Ваша подача, Мистер Бин             | 20 сентября 1995 года |
| 13 | Спокойной ночи, Мистер Бин          | 31 октября 1995 года  |
| 14 | Стрижка от Мистера Бина лондонского | 15 ноября 1995 года   |

Бонусная серия
| № | Название                                 | Дата выхода |
| - | ---------------------------------------- | ----------- |
| 1 | Библиотека (9 мин.)                      | ???         |
| 2 | Автобусная остановка (6 мин.)            | ???         |
| 3 | Свадьба (7 мин.)                         | ???         |
| 4 | День красного носа мистера Бина (5 мин.) | ???         |
| 5 | Свидание в слепую (15 мин.)              | ???         |
| 6 | Похороны (9 мин.)                        | ???         |
| 7 | Торвилл и Бин (10 мин.)                  | ???         |

## Музыка
Большинство серий «Мистера Бина» начинается под хоровое пение. Мелодия была написана Говардом Гудаллом и исполнена хором Саутваркского собора (позже кафедрального собора Христа Спасителя в Оксфорде). Хор поёт на латинском языке:
- Ecce homo qui est faba — «Вот человек, который есть боб» (в начале).
- Finis partis primae — «Конец первой части» (перед рекламной паузой).
- Pars secunda — «Часть вторая» (после рекламной паузы).
- Vale homo qui est faba — «Прощай, человек, который есть боб» (в конце).

Эта тема впоследствии вошла в альбом Гудалла «Choral Works». Гудалл написал также фоновую музыку ко многим эпизодам сериала.
Первая серия «Мистера Бина» начиналась не хоровым пением, а ритмичной инструментальной зарисовкой, которая также была написана Гудаллом. Она больше похожа на отдельную мелодию и играет, пока Бин пытается обогнать голубой трёхколёсный фургончик. Также эту музыку можно услышать в более поздних сериях (в тех моментах, когда Бин хочет позлорадствовать над голубой машинкой и её водителем). В серии «Ваша подача, Мистер Бин» в машине, которую останавливает Бин, звучит хоровая тема Говарда Гудалла, которая была написана для комедийного сериала Ричарда Кёртиса «Викарий из Дибли». В «Рождестве», играя с гвардейцами из набора «Queen’s Royal Guards», Мистер Бин напевает мелодию «Британские гренаде́ры» (The British Grenadiers), которая была главной музыкальной темой в фильме «Чёрная Гадюка идёт вперёд».
Мистер Бин появляется в видеоклипах на синглы «The Stonk» дуэта Hale and Pace (1991 год, 1-е место в британском хит-параде синглов) и «(I want to be) Elected» группы «Smear Campaign» (1992 год, 9-е место в британском хит-параде синглов), снятых специально для «Комической помощи». Также Бин участвует в клипе группы «Boyzone» (сингл «Picture Of You», прозвучавший в полнометражном фильме «Бин») в 1997.
Так же существует бельгийская евроденс композиция 1996 года - Mister B. - Is It You, Mr. Bean?

## Награды
Первая серия шоу получила престижную награду «Золотая Роза» и две главных премии на церемонии Rose d’Or Light Entertainment Festival в Монтрё. В Великобритании серия «Проклятие Мистера Бина» была номинирована несколько раз на получение награды BAFTA (в категориях «Лучшая развлекательная программа» в 1991, «Лучшая комедия» (программа или сериал) в 1992). Сам Роуэн Аткинсон был номинирован три раза в категории «Лучший комик» в 1991, 1992 и 1994 годах.

## Мультсериал
В 2002 году Мистер Бин появился в серии мультипликационных фильмов, в которых так же, как и в сериале, практически отсутствовали диалоги, а Бин лишь бормотал или напевал что-нибудь себе под нос. Работа над мультфильмами продолжалась в течение двух лет (от идеи создания, до получения готовой мультипликации). Сценарии были написаны под руководством Робина Дрисколла. Некоторые поклонники отнеслись скептически к выходу мультсериала. «Хотя мультипликационный Бин очень похож на настоящего — корчит не менее смешные гримасы и попадает в не менее нелепые ситуации — ничто не может заменить „живую“ игру актёра», — поясняли они. Однако нарисованный Бин очень понравился детям.
В мультсериале появились новые персонажи: противная домовладелица Миссис Викет (англ.  Mrs Wicket) и её злой одноглазый кот Скрэппер (англ.  Scrapper).
Бина озвучивает сам Роуэн Аткинсон, движения персонажа также непосредственно скопированы с движений Аткинсона. Других персонажей озвучили Джон Гловер (англ. Jon Glover), Руперт Дегас (англ. Rupert Degas), Гэри Мартин (англ. Gary Martin) и Лорелей Кинг (англ. Lorelei King).
Ряд мультфильмов посвящён «инопланетному» происхождению Мистера Бина. В последней серии показывается целая раса Бинов, которые прибывают, чтобы найти их потерянного друга, но он решает остаться на Земле со своей подругой Ирмой Гобб.
Впервые мультипликационные серии были показаны в Великобритании на канале ITV. Права на показ сериала были куплены телевизионными компаниями Индии, Ирландии, Канады, Австралии, Японии, Италии, Голландии, Португалии, Бельгии, Дании, Швеции, Тайваня, Филиппин, Малайзии и Индонезии.

## Полнометражные фильмы

### Бин
В 1997 году кинокомпания PolyGram Filmed Entertainment совместно с Working Title и Tiger Aspect Films выпустила в прокат полнометражный фильм «Бин» (режиссёр Мел Смит (англ.  Mel Smith)). В нём были нарушены некоторые традиции сериала, например, в фильме было множество действующих персонажей. Их роли исполнили такие известные актёры, как Питер Макникол, Джон Миллс, Памела Рид (англ. Pamela Reed), Харрис Юлин (англ. Harris Yulin), Бёрт Рейнольдс, Ларри Дрейк.
Фильм начинается с того, что Мистера Бина хотят уволить из Лондонской Национальной галереи, где он работает смотрителем. Причина увольнения проста: сон на работе и постоянные придурковатые выходки необыкновенного сотрудника. В последний момент в дело вмешивается председатель галереи. Он предлагает отправить Мистера Бина в США в качестве профессора-делегата, где Бин должен будет выступить на «величайшей в истории Америки» выставке. Дело в том, что Лос-Анджелесской художественной галерее, принадлежащей Джорджу Гриверсону, очень повезло: генерал Ньютон сделал крупное благотворительное пожертвование, на которое у Франции была выкуплена картина «Портрет моей матери» американского художника Уистлера. Не без приключений Бин прибывает в Калифорнию, где останавливается у одного из сотрудников галереи в пригороде Лос-Анджелеса. Тут-то и начинается круговорот невероятных событий. Бин умудряется испортить картину, затем снова «восстановить» её. Кроме того, он, сам того не замечая, проводит сложную хирургическую операцию, а также приводит в чувства девочку, попавшую в автомобильную катастрофу.
Многим поклонникам не понравилась эта, по сути, голливудская постановка. Однако общая касса фильма составила 230 млн долларов, в то время как затраты на съёмки были оценены в 22 млн долларов.

### Мистер Бин на отдыхе
В марте 2005 года было объявлено о съёмках нового полнометражного фильма с Мистером Бином в главной роли. В ходе съёмок создатели придумали несколько названий для картины, включая «Бин 2» и «Бин во Франции», но в итоге решили остановиться на названии «Мистер Бин на отдыхе» (англ. «Mr. Bean’s Holiday»). Официально было заявлено, что фильм выйдет в американский прокат 29 сентября 2007 года. В Великобритании же премьера прошла 30 марта 2007 года. Таглайн фильма: У катастрофы есть загранпаспорт (англ. Disaster has a passport). Universal Pictures и United International Pictures выпустили рекламный трейлер картины в ноябре 2006 года, а с декабря 2006 можно посетить официальный веб-сайт (по состоянию на декабрь 2011 сайт не работает).
Режиссёр фильма — Стив Бенделэк (англ. Steve Bendelack). Сценарий написан Ричардом Кёртисом. Съёмки начались 15 мая 2006 года, и фильм дорабатывался с октября 2006 года.
Задолго до выхода фильма Роуэн Аткинсон объявил, что «Мистер Бин на отдыхе» станет его последним появлением в качестве этого персонажа. Однако в 2014 году Аткинсон вновь появился в образе Мистера Бина в рекламном ролике шоколада «Snickers».

## Факты
- Поначалу Роуэн Аткинсон считал, что новый персонаж помешает ему наладить личную жизнь. Однако произошло с точностью наоборот — на съёмках сериала он познакомился с гримёршей Санэтрой Сэстрис, которая вскоре стала его женой.[30].
- В мультсериале «Симпсоны» (серия The Regina Monologues, сезон 2003 года), когда герои посещают Лондон, их встречает в аэропорту премьер-министр Великобритании Тони Блэр. Гомер Симпсон путает его с Мистером Бином (идеей для сюжета послужил тот факт, что Аткинсон некоторое время был одноклассником Блэра).
- В британской футбольной компьютерной игре Actua Soccer 3 рекламируется кинофильм «Бин».
- Мистер Бин участвовал в таких известных британских телешоу, как «Флаг отплытия» (англ. Blue Peter) и «Свидание вслепую»[31].
- 30 октября 1992 года в свет вышла книга «Дневник Мистера Бина». Она была написана Роуэном Аткинсоном в соавторстве с Робином Дрисколлом[32]. Туда Бин записывает отчёты о своих каждодневных «подвигах», различные заметки, черновики писем.
- В 2012 году Роуэн Аткинсон участвовал в открытии Олимпийских игр в Лондоне в роли мистера Бина, который играл на синтезаторе в оркестре, исполняющем саундтрек из фильма «Огненные колесницы».